# Podvis (Knjaževac)
Pour les articles homonymes, voir Podvis.
Podvis (en serbe cyrillique : Подвис) est un village de Serbie situé dans la municipalité de Knjaževac, district de Zaječar. Au recensement de 2011, il comptait 192 habitants.
Podvis est situé sur les bords du Svrljiški Timok.

## Démographie

### Évolution historique de la population
| 1948 | 1953 | 1961 | 1971 | 1981 | 1991 | 2002 | 2011 |
| ---- | ---- | ---- | ---- | ---- | ---- | ---- | ---- |
| 466  | 574  | 738  | 505  | 514  | 461  | 369  | 192  |

|  |